# Werner Aspenström

Skräddarbacken i Torrbo, Aspenströms barndomshem.

Karl Werner Aspenström, född 13 november 1918 i Norrbärke, Dalarna, död 25 januari 1997 i Stockholm, var en svensk författare, poet, dramatiker samt en av de aderton i Svenska Akademien.
Han publicerade 14 diktsamlingar, flera böcker med prosa, essäer och dramatik samt en barnbok.

## Biografi
Aspenström föddes i Torrbo utanför Smedjebacken. Strax efter hans födelse dog hans far i spanska sjukan och modern blev ensam med tre barn. Barndomens Torrbo har Aspenström berättat om i prosaboken Bäcken (1958) där såväl vardagliga händelser som mer förunderliga upplevelser skildras. Även om Aspenström tidigt lämnade Torrbo återkommer miljön i många av hans dikter.
1936–1938 studerade han på Sigtuna folkhögskola och flyttade sedan till Stockholm där han blev filosofie kandidat 1945. Genom sommararbete hamnade han även på Kymmendö som skulle sätta avtryck i hans fortsatta liv och författarskap och där han träffade sin blivande hustru, konstnären Signe Lund. Paret gifte sig 1946 och fick två barn; dottern Anna 1951 och sonen Pontus 1961.
Aspenström debuterade 1943 med Förberedelse, en diktsamling som han senare tog avstånd från. I Stockholm kom han i kontakt med fyrtiotalisterna och blev redaktionsmedlem för tidskriften 40-tal. Med diktsamlingen Skriket och tystnaden (1946) blev Aspenström ansedd som den främste fyrtiotalisten jämte Erik Lindegren, Karl Vennberg och Stig Dagerman. I boken framstod Aspenström på samma gång som en typisk fyrtiotalist och en avvikare från det tidstypiska. Samlingen innehåller vid sidan av den för fyrtiotalismen karaktäristiska, ångestladdade insikten om värdenas upplösning som krigsåren medförde även flera dikter som pekar fram mot den naturlyrik och vardagsnära iakttagelser som senare skulle karaktärisera Aspenströms lyrik.
Med Snölegend (1949) fick Aspenström sitt stora genombrott. Han hade fjärmat sig från fyrtiotalismen till en större enkelhet och ett mer konkret bildspråk. Med de följande diktsamlingarna Litania (1952) och Hundarna (1954), vilka tillsammans med Snölegend bildar en trilogi, lämnade Aspenström definitivt den tidsbundna aggressiviteten för de stora tidlösa frågorna. I diktsviten Bergslag i Hundarna skildrade Aspenström för första gången barndomen i Torrbo. Naturen fick också en allt mer framträdande plats i hans diktning, inte minst i Dikter under träden (1956).
I diktsamlingarna Inre (1969) och Under tiden (1972) förekommer en del tidstypiska politiska betraktelser, men i de senare diktsamlingarna dominerar lågmäldheten och den konkreta verklighetsförankringen, men också inslag av mystik. Aspenström skildrar närheten till varelserna i världen, drömlivet som en magisk väg till insikt, betraktelser över livets och tidens gång, och ger uttryck för lovsånger till existensen och en andaktsfull mystik. 
Aspenström utnämndes till filosofie hedersdoktor 1976. 1981 blev han, motvilligt, invald som ledamot av Svenska Akademien där han satt på stol nummer 12, men i september 1989 meddelade han att han ville lämna Akademiens arbete "av personliga skäl". En del av bakgrunden fanns i den så kallade Salman Rushdie-affären något halvår tidigare, men anledningen till beslutet var, som bland annat Aspenströms motivering anger, mer mångfacetterad än så. Aspenström återvände aldrig till Akademien efter hösten 1989. Han lämnade också alla andra förbund och kollektiva sammanslutningar han tillhört, bland annat Författarförbundet och Svenska PEN-klubben. 
Werner Aspenström är begravd på Maria kyrkogård i Stockholm.

## Författarskap

### Aspenströms lyrik
Vardagliga iakttagelser och lågmäld humor ställs ofta mot de stora och eviga perspektiven i Aspenströms diktning. Ofta märks en vilja att ta ner de stora anspråken på jorden och i stället lyfta fram det lilla och förbisedda. I dikten Ikaros och gossen Gråsten hyllar han det enkla och jordnära: 
| ” | Efter att ha läst 73 (förträffliga) dikter om Ikaros önskar jag lägga ett ord för hans lantlige kusin, gossen Gråsten, kvarlämnad på ängen. | „ |

Inte sällan innehåller poesin underfundiga formuleringar som i till exempel den ofta citerade dikten Mätarlarven ibland kan föra tankarna till Harry Martinsons naturdikter. Han har också jämförts med Tomas Tranströmer i sitt sätt att skildra en mångtydig tillvaro med ett enkelt och avspänt språk.
Tvivlande skepsis och lekfull humor, gåtfull mångtydighet – som i en av hans mest kända dikter, Den ni väntar passerar inte förstäderna (från Snölegend) – samt lovsång till naturen och barndomens landskap präglar Aspenströms lyrik. Hans diktning rör sig ständigt inom motsägelsefulla poler, vilket flera boktitlar som Skriket och tystnaden (1946), Om dagen om natten (1961), Tidigt en morgon sent på jorden (1980) och Enskilt och allmänt (1991) också antyder. "Motsägelser, ett tyglat tumult / bättre fann jag inte världen" formuleras det i en dikt i Om dagen om natten. Motsägelser är för övrigt också titeln på en av de essäsamlingar som Aspenström gav ut.

### Prosa och teater

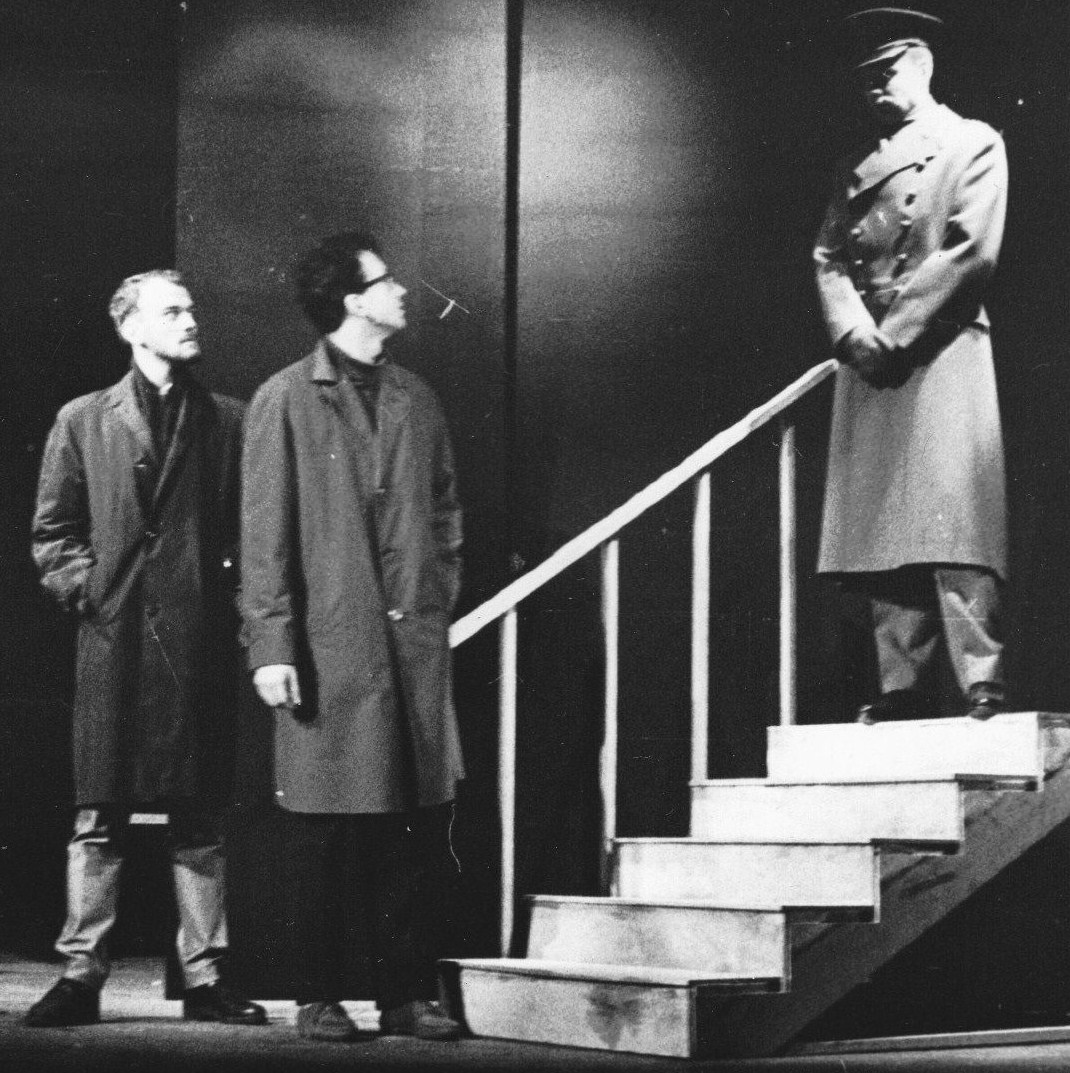
Scen ur en uppsättning av Aspenströms pjäs Trappan, 1963.

Aspenström utgav förutom den självbiografiska Bäcken flera andra prosaböcker. I Sommar (1968) skildras Kymmendö i Stockholms skärgård där Aspenström vistades många somrar. I ett kapitel skriver han om Stig Dagerman som han en tid umgicks mycket med där. Aspenströms dramatik är mindre uppmärksammad men hans Teater är utgiven i fem volymer.  

## Aspenströmpriset
1999 grundades Werner Aspenströmsällskapet i syfte att verka för fortsatt intresse för Aspenströms författarskap. Sedan 2006 delar de ut det årliga Aspenströmpriset i samband med Wernerdagen 13 november. Den förste som tilldelades priset var Staffan Westerberg. Övriga pristagare är:
- 2007 – Nina Burton
- 2008 – Bo Strömstedt
- 2009 – Lina Ekdahl
- 2010 – Göran Bergengren
- 2011 – Elisabeth Rynell
- 2012 – Per Helge
- 2013 – Tua Forsström
- 2014 – Lennart Sjögren
- 2015 – Marie Lundquist
- 2016 – Thomas Tidholm
- 2017 – Ingela Strandberg
- 2018 – Rolf Aggestam
- 2019 – Birgitta Lillpers
- 2020 – Bengt Berg
- 2021 – Barbro Lindgren
- 2022 – Göran Greider[9]

## Verk

### Översättningar
- 1958 – Ett moln i byxor av Vladimir Majakovskij
- 1968 – Sex ungerska poeter, dikter av Attila József, Sándor Weöres, Lőrinc Szabó, Gyula Illyés, László Nagy och Ferenc Juhász
- 1973 – Tystnadens torn av Sándor Weöres
- 1977 – Oas i öknen av Joseph Brodsky
- 1999 – Kommentar från en ormbunke av Joseph Brodsky

## Priser och utmärkelser
- 1948 – Albert Bonniers stipendiefond för yngre och nyare författare
- 1949 – Svenska Dagbladets litteraturpris
- 1955 – Stig Carlson-priset
- 1958 – Övralidspriset
- 1958 – Boklotteriets stipendiat
- 1959 – Bellmanpriset
- 1966 – Kopparbergs läns landstings kulturpris
- 1967 – De Nios Stora Pris
- 1967 – Tidningen Vi:s litteraturpris
- 1968 – Signe Ekblad-Eldhs pris
- 1969 – Litteraturfrämjandets stora pris
- 1980 – Bellmanpriset
- 1984 – Carl Emil Englund-priset för Sorl
- 1990 – Harry Martinson-priset
- 1991 – Pilotpriset
- 1992 – Aniarapriset
- 1995 – Ferlinpriset